# Влахопулос, Ангелос
Ангелос Влахопулос (греч. Άγγελος Βλαχόπουλος; род. 28 сентября 1991, Салоники) — греческий ватерполист, игрок сборной Греции. Серебряный призёр летних Олимпийских игр 2020 года, двукратный бронзовый призёр чемпионатов мира 2015 и 2022 годов, серебряный призёр Средиземноморских игр 2018 года, бронзовый призёр 2013 года. Участник трёх Олимпийских игр (2016, 2020 и 2024 годов).

## Карьера
На клубном уровне Ангелос Влахопулос в 2012 году стал чемпионом Греции. После этого выиграл три чемпионских титула за три года проведённых в «Олимпиакосе». В дальнейшем играл в Италии и Венгрии, становился чемпионом Сербии в составе ВК «Нови Белград» в 2022 и 2023 годах.
На Средиземноморских играх 2013 года в Турции в составе сборной стал бронзовым призёром. На чемпионате мира в Казани в 2015 году Ангелос в составе национальной сборной завоевал бронзовую медаль.
В 2016 году принял участие в летних Олимпийских играх в Бразилии. Греция на том турнире вышла в четвертьфинал, где уступила итальянцам. В ходе турнира Ангелос забил тринадцать голов.
В 2018 году Влахопулос в составе сборной Греции по водному поло стал серебряным призёром Средиземноморских игр, которые состоялись в испанской Таррагоне.
В 2021 году принимал участие в летних Олимпийских играх в Токио, где греки неожиданно дошли до финала, уступив в решающем матче сербам и завоевали серебряные медали. В составе греческой сборной играл Ангелос.
В 2022 году на чемпионате мира в Будапеште сборная Греции уступила итальянцам в полуфинале. Матч за третье место греки выиграли у Хорватии со счетом 9:7, а Ангелос стал двукратным призёром чемпионатов мира. В феврале 2024 года на чемпионате мира в Дохе греки проиграли в четвертьфинале итальянцам со счетом 10:11, Влахопулос забил в этом матче два гола.
На Олимпийских играх 2024 года в Париже Ангелос и сборная Греции уступили сербам со счетом 11-12 в четвертьфинале. Влахопулос забил два гола, в том числе сравнял счет за шесть секунд до конца. По итогам всего турнира греки заняли пятое место.